# Samuel Harrison
Samuel "Sam" Harrison (Risca, Sir Caerffili, 24 de juny de 1992) és un ciclista gal·lès que combina tant la ruta com la pista. Guanyador de dues medalles als Campionat del món de Persecució per equips.

## Palmarès en pista
- 2009
  -  Campió del Regne Unit en Persecució per equips
- 2012
  -  Campió del Regne Unit en Persecució per equips
- 2013
  -  Campió del Regne Unit en Scratch

### Resultats a laCopa del Món en pista
- 2010-2011
  - 1r a Pequín, en Òmnium

## Palmarès en ruta
- 2012
  -  Campió del Regne Unit sub-23 en contrarellotge
- 2013
  -  Campió del Regne Unit sub-23 en contrarellotge